# 篠原模型店
篠原模型店（しのはらもけいてん）は、株式会社篠原が運営していた日本の鉄道模型メーカーで、模型用線路を国内外で販売していた。2019年に閉業、2024年5月2日付で法人格が消滅した。

## 概要
イギリスのPeco（ピコ)、ドイツのFleischmann（フライシュマン）と並び、古くから鉄道模型用線路を製造、販売しており、数多くのゲージ（軌間）【N､HOn2½､HOn3､12mm､13mm､Sn3､HO(Code100､83､70)､S】、ポイント（分岐器）も多種発売、事実上同社の独占供給状態のものもあり、主にアメリカにも輸出されていた。
1952年、横浜市電大和町電停近くで駐留軍関係者を相手に模型店を開業。1955年に自ら考案した、自由に曲げる事が出来るフレキシブルトラック（SINOHARA TRACK）を発売する。
1959年、横浜市中区本牧町に移転。
1970年、伊勢佐木町店を開店。
2004年頃、本牧店閉店。支店も2回移転した後（伊勢佐木町店[末広町]→篠原模型店[相生町]→篠原模型店[蓬莱町])、2015年7月閉店したが、同年10月より本牧町の創業者自宅にて営業再開する。
2018年4月、公表する事なく生産終了（隣接する工場閉鎖）、細々と整理営業していたが2019年頃閉業した。
2020年2月1日、株式会社井門コーポレーションがレール等工場と製造技術を受け継ぎ、“QUALITY TRACK BY IMON”（篠原時代のままの商標）として製品供給を始めるとされた。
しかし2023年現在、フレキシブル線路等が発売されたものの、多種に及んだゲージ、ポイント等は未発売である。